# Catumiri argentinense
Catumiri argentinense är en spindelart som först beskrevs av Cândido Firmino de Mello-Leitão 1941. 
Catumiri argentinense ingår i släktet Catumiri och familjen fågelspindlar. Inga underarter finns listade i Catalogue of Life.